# Darreh Beyglū
Darreh Beyglū (persiska: دره بيگلو) är en ort i Iran.   Den ligger i provinsen Ardabil, i den nordvästra delen av landet, 400 km nordväst om huvudstaden Teheran. Darreh Beyglū ligger 1 318 meter över havet och antalet invånare är 175.
Terrängen runt Darreh Beyglū är platt åt sydväst, men åt nordost är den kuperad. Runt Darreh Beyglū är det ganska tätbefolkat, med 56 invånare per kvadratkilometer. Närmaste större samhälle är Lombar, 18,1 km sydväst om Darreh Beyglū. Trakten runt Darreh Beyglū består i huvudsak av gräsmarker.